# Georges Nojaroff
Georges Nojaroff est un acteur français. Au cinéma, il est connu pour son rôle de Vincent dans Les Tontons flingueurs.

## Biographie
En avril 2009, Georges Nojaroff est au festival du film policier de Beaune avec Venantino Venantini pour rendre hommage à Georges Lautner.
Georges Lautner meurt en novembre 2013, Claude Rich en juillet 2017 et Venantino Venantini en octobre 2018. Il devient avec Béatrice Delfe l'un des deux participants aux Tontons Flingueurs encore en vie,.

## Filmographie sélective

### Cinéma
- 1961 : Samedi soir de Yannick Andréi
- 1963 : Les Tontons flingueurs de Georges Lautner : Vincent
- 1976 : L'aile ou la cuisse de Claude Zidi

### Télévision
- 1969 : La Cravache d'or (série TV, saison 1, épisodes 15 & 16)